# Anna van der Breggen
Anna van der Breggen (ur. 18 kwietnia 1990 w Zwolle) – holenderska kolarka szosowa, mistrzyni olimpijska w wyścigu ze startu wspólnego (2016), wielokrotna medalistka mistrzostw świata i Europy, brązowa medalistka igrzysk europejskich (2015).

## Kariera
W 2015 wygrała jednodniowy wyścig La Flèche Wallonne Féminine. W tym samym roku wygrała wyścig wieloetapowy Giro d’Italia Internazionale Femminile. Na mistrzostwach świata w Richmond zdobyła trzy medale: srebrny w wyścigu ze startu wspólnego, srebrny w jeździe indywidualnej na czas i brązowy w jeździe drużynowej na czas. Zawodniczka zajęła drugie miejsce w Pucharze Świata 2015.
W 2016 po raz drugi wygrała wyścig La Flèche Wallonne Féminine. Na igrzyskach olimpijskich w Rio de Janeiro zdobyła złoty medal w wyścigu ze startu wspólnego oraz brązowy medal w jeździe indywidualnej na czas.

## Najważniejsze osiągnięcia
2012
1. miejsce w Tour de Bretagne
1. miejsce na 1., 2. i 4. etapie
1. miejsce w mistrzostwach Europy – jazda ind. na czas do lat 23
2013
2. miejsce w Trophée d'Or Féminin
3. miejsce w GP de Plouay
2014
1. miejsce w Ladies Tour of Norway
1. miejsce na 1. etapie
1. miejsce w klasyfikacji punktowej
1. miejsce w Grand Prix Elsy Jacobs
1. miejsce na 1. etapie
2. miejsce w Ronde van Drenthe World Cup
2. miejsce w Lotto Belisol Belgium Tour
1. miejsce w klasyfikacji górskiej
1. miejsce na 4. etapie
3. miejsce w Emakumeen Euskal Bira
1. miejsce w klasyfikacji górskiej
3. miejsce w Giro d'Italia Femminile
2015
 1. miejsce w Giro d'Italia Femminile
1. miejsce na 8. etapie
1. miejsce w Grand Prix Elsy Jacobs
1. miejsce na prologu (ITT)
 1. miejsce w mistrzostwach Holandii – jazda ind. na czas
1. miejsce w La Flèche Wallonne Féminine
1. miejsce w Omloop Het Nieuwsblad
1. miejsce w La Course by Le Tour de France
 2. miejsce w mistrzostwach świata – start wspólny
 2. miejsce w mistrzostwach świata – jazda ind. na czas
2. miejsce w klasyfikacji Pucharu Świata w kolarstwie szosowym
2. miejsce w Le Samyn des Dames
3. miejsce w Trofeo Alfredo Binda
3. miejsce w Ronde van Vlaanderen
3. miejsce w Lotto-Belisol Belgium Tour
1. miejsce w klasyfikacji górskiej
1. miejsce na 4. etapie
2016
 1. miejsce na Igrzyskach Olimpijskich – start wspólny
 1. miejsce w mistrzostwach Europy – start wspólny
1. miejsce w Omloop van de IJsseldelta
1. miejsce w La Flèche Wallonne Féminine
 2. miejsce w mistrzostwach Europy – jazda ind. na czas
 3. miejsce na Igrzyskach Olimpijskich – jazda ind. na czas
3. miejsce w Grand Prix Elsy Jacobs
3. miejsce w Giro d'Italia Femminile
2017
1. miejsce w Amstel Gold Race
1. miejsce w La Flèche Wallonne
1. miejsce w Liège-Bastogne-Liège
 1. miejsce w Tour of California
 1. miejsce w Giro d'Italia Femminile
 3. miejsce w mistrzostwach Europy – jazda ind. na czas
2. miejsce w Boels Rental Ladies Tour
1. miejsce na 5. etapie
 1. miejsce w klasyfikacji UCI Women's World Tour
 2. miejsce w mistrzostwach świata (jazda druż. na czas)
 2. miejsce w mistrzostwach świata – jazda ind. na czas
2018
1. miejsce w Strade Bianche
1. miejsce w Ronde van Vlaanderen
1. miejsce w La Flèche Wallonne
1. miejsce w Liège-Bastogne-Liège
 1. miejsce w mistrzostwach świata (start wspólny)
 2. miejsce w mistrzostwach Europy – jazda ind. na czas
2. miejsce w La Course by Le Tour de France
 2. miejsce w mistrzostwach świata – jazda ind. na czas
3. miejsce w Emakumeen Euskal Bira
2019
1. miejsce w La Flèche Wallonne
 1. miejsce w Tour of California
3. miejsce w mistrzostwach Holandii – jazda ind. na czas
2. miejsce w Giro d'Italia Femminile
 2. miejsce w mistrzostwach świata – jazda ind. na czas
 2. miejsce w mistrzostwach świata (start wspólny)
2020
 1. miejsce w mistrzostwach Holandii (start wspólny)
 1. miejsce w Mistrzostwach Europy – jazda ind. na czas
 1. miejsce w Giro d'Italia Femminile
 1. miejsce w mistrzostwach świata (jazda ind. na czas)
 1. miejsce w mistrzostwach świata (start wspólny)
1. miejsce w La Flèche Wallonne

## Rankingi
| Rok            | 2011 | 2012 | 2013 | 2014 | 2015 | 2016 | 2017 | 2018 | 2019 | 2020 | 2021 |
| -------------- | ---- | ---- | ---- | ---- | ---- | ---- | ---- | ---- | ---- | ---- | ---- |
| Ranking UCI    | 393. | 15.  | 5.   | 7.   | 1.   | 2.   | 2.   | 2.   | 5.   | 1.   | 5.   |
| Puchar Świata  | -    | 14.  | 4.   | 4.   | 2.   |      |      |      |      |      |      |
| UCI World Tour |      |      |      |      |      | 7.   | 1.   | 3.   | 5.   | 4.   | 6.   |
|                |      |      |      |      |      |      |      |      |      |      |      |
| Źródło: UCI    |      |      |      |      |      |      |      |      |      |      |      |